# Rudolf Gerngroß
Rudolf Gerngroß (* 15. Februar 1898 in Suhl; † 5. Januar 1945 in Weimar) war ein deutscher Polizeileutnant und antifaschistischer Widerstandskämpfer, der in Weimar mit dem Fallbeil hingerichtet wurde.

## Leben
Rudolf Gerngroß besuchte die Volksschule in Suhl. Im Jahre 1914 ist er als Kriegsfreiwilliger in den Ersten Weltkrieg gezogen und hat dabei die Widersinnigkeit des Krieges erfahren und wurde zum Kriegsgegner. Im Jahre 1920 trat er in den Polizeidienst und wurde 1930 nach zehnjähriger Ausbildungszeit zum Polizeileutnant befördert. In diesem Jahr trat er auch der Sozialdemokratischen Partei Deutschlands (SPD) bei. Ihm muss die Rechtsentwicklung in der Weimarer Republik bewusst geworden sein, weshalb er vermutlich 1932 wieder aus der SPD ausgetreten ist. Dieser Austritt konnte nicht verhindern, dass er im Januar 1934 in den Ruhestand versetzt wurde. Inzwischen hatte er sich zum Hitler-Gegner entwickelt und unterhielt illegale Kontakte zu Menschen antifaschistischer Gesinnung. Das wurde der Gestapo bekannt, die ihn am 19. Oktober 1942 verhaftete und ins Gestapogefängnis in der Posener Straße von Burg einlieferte. In einem Prozess vor dem Volksgerichtshof wurde er am 1. Dezember 1944 wegen Vorbereitung zum Hochverrat, Feindbegünstigung und Wehrkraftzersetzung zum Tode verurteilt. Reichsjustizminister Thierack entschied am 21. Dezember 1944 die Vollstreckung des Urteils, das am 5. Januar 1945 im Hof des Landgerichts von Weimar ausgeführt wurde. Er gehörte zu den acht Männern und einer Frau, die dort im 20-Sekunden-Takt mit dem Fallbeil ermordet wurden.
Gerngroß war verheiratet, hatte zwei Kinder: Sohn Siegfried und eine Tochter. Seine Ehefrau konnte das Schicksal ihres Mannes nicht verwinden und wählte im November 1967 den Freitod.

## Erinnerung
- Ein Gedenkstein am Lupinenweg der Friedbergsiedlung von Suhl an sechs hingerichtete Antifaschisten erinnert auch an Rudolf Gerngroß.[1]
- In Burg bei Magdeburg wurde zu DDR-Zeiten eine Straße zur Rudolf-Gerngroß-Straße benannt.